# 1 000 kilomètres d'Imola 1984
Navigation
Édition précédente Édition suivante
Les 1 000 kilomètres d'Imola 1984, disputées le 16 septembre 1984 sur l'Autodromo Enzo e Dino Ferrari, ont été la douzième édition de cette épreuve et la huitième manche du Championnat du monde des voitures de sport 1984.

## La course

### Classement de la course
Voici le classement officiel au terme de la course,,.
- Les premiers de chaque catégorie du championnat du monde sont signalés par un fond jaune.
- Pour la colonne Pneus, il faut passer le curseur au-dessus du modèle pour connaître le manufacturier de pneumatiques.
- Les voitures ne réussissant pas à parcourir 75% de la distance du gagnant sont non classées (NC).

| Pos  | Classe   | no  | Écurie                          | Pilotes                                             | Châssis                             | Pneus | Tours | Temps                 |
| Pos  | Classe   | no  | Écurie                          | Pilotes                                             | Moteur                              | Pneus | Tours | Temps                 |
| ---- | -------- | --- | ------------------------------- | --------------------------------------------------- | ----------------------------------- | ----- | ----- | --------------------- |
| 1    | C1       | 19  | Jägermeister Brun Motorsport    | Hans-Joachim Stuck Stefan Bellof                    | Porsche 956B                        | D     | 199   | 5 h 54 min 56 s 320   |
| 1    | C1       | 19  | Jägermeister Brun Motorsport    | Hans-Joachim Stuck Stefan Bellof                    | Porsche Type-935 2,6 l Flat-6 Turbo | D     | 199   | 5 h 54 min 56 s 320   |
| 2    | C1       | 14  | GTi Engineering / Canon Racing  | Jonathan Palmer Jan Lammers                         | Porsche 956 GTi                     | D     | 199   | + 34 s 210            |
| 2    | C1       | 14  | GTi Engineering / Canon Racing  | Jonathan Palmer Jan Lammers                         | Porsche Type-935 2,6 l Flat-6 Turbo | D     | 199   | + 34 s 210            |
| 3    | C1       | 8   | Blaupunkt Joest Racing          | Jochen Mass Henri Pescarolo Hans Heyer              | Porsche 956B                        | D     | 197   | + 2 tours             |
| 3    | C1       | 8   | Blaupunkt Joest Racing          | Jochen Mass Henri Pescarolo Hans Heyer              | Porsche Type-935 2,6 l Flat-6 Turbo | D     | 197   | + 2 tours             |
| 4    | C1       | 10  | Porsche Kremer Racing           | Walter Brun George Fouché Léopold von Bayern        | Porsche 956B                        | G     | 195   | + 4 tours             |
| 4    | C1       | 10  | Porsche Kremer Racing           | Walter Brun George Fouché Léopold von Bayern        | Porsche Type-935 2,6 l Flat-6 Turbo | G     | 195   | + 4 tours             |
| 5    | C1       | 9   | Team Gaggia Porsche             | Oscar Larrauri Massimo Sigala                       | Porsche 956                         | D     | 193   | + 6 tours             |
| 5    | C1       | 9   | Team Gaggia Porsche             | Oscar Larrauri Massimo Sigala                       | Porsche Type-935 2,6 l Flat-6 Turbo | D     | 193   | + 6 tours             |
| 6    | C1       | 18  | Boss Obermaier Racing           | Jürgen Lässig Harald Grohs Hervé Regout             | Porsche 956                         | G     | 191   | + 8 tours             |
| 6    | C1       | 18  | Boss Obermaier Racing           | Jürgen Lässig Harald Grohs Hervé Regout             | Porsche Type-935 2,6 l Flat-6 Turbo | G     | 191   | + 8 tours             |
| 7    | C1       | 12  | Schornstein Racing Team         | Dieter Schornstein Hans Heyer "John Winter"         | Porsche 956                         | D     | 190   | + 9 tours             |
| 7    | C1       | 12  | Schornstein Racing Team         | Dieter Schornstein Hans Heyer "John Winter"         | Porsche Type-935 2,6 l Flat-6 Turbo | D     | 190   | + 9 tours             |
| 8    | C1       | 55  | Skoal Bandit Porsche Team       | Rupert Keegan Franz Konrad David Hobbs              | Porsche 956                         | G     | 190   | + 9 tours             |
| 8    | C1       | 55  | Skoal Bandit Porsche Team       | Rupert Keegan Franz Konrad David Hobbs              | Porsche Type-935 2,6 l Flat-6 Turbo | G     | 190   | + 9 tours             |
| 9    | C1       | 29  | Jolly Club                      | Mauro Baldi Pierluigi Martini                       | Lancia LC2                          | D     | 178   | + 21 tours            |
| 9    | C1       | 29  | Jolly Club                      | Mauro Baldi Pierluigi Martini                       | Ferrari 308C 3,0 l V8 Turbo         | D     | 178   | + 21 tours            |
| 10   | C2       | 70  | Spice-Tiga Racing               | Ray Bellm Gordon Spice Neil Crang                   | Tiga GC84                           | A     | 177   | + 22 tours            |
| 10   | C2       | 70  | Spice-Tiga Racing               | Ray Bellm Gordon Spice Neil Crang                   | Ford Cosworth DFL 3,0 l V8 Atmo     | A     | 177   | + 22 tours            |
| 11   | B        | 105 | Rolf Göring                     | Rolf Göring Hans-Jörg Dürig Claude Haldi            | BMW M1                              | D     | 167   | + 32 tours            |
| 11   | B        | 105 | Rolf Göring                     | Rolf Göring Hans-Jörg Dürig Claude Haldi            | BMW M88/1 3,5 l I6 Atmo             | D     | 167   | + 32 tours            |
| 12   | IMSA GTX | 131 | Vittorio Coggiola               | "Victor" Bruno Rebai Angelo Pallavicini (pl)        | Porsche 935                         | ?     | 167   | + 32 tours            |
| 12   | IMSA GTX | 131 | Vittorio Coggiola               | "Victor" Bruno Rebai Angelo Pallavicini (pl)        | Porsche Type-930 3,2 l Flat-6 Turbo | ?     | 167   | + 32 tours            |
| 13   | C2       | 99  | JQF Engineering Ltd.            | Jeremy Rossiter (en) Roy Baker                      | Tiga GC284                          | A     | 158   | + 41 tours            |
| 13   | C2       | 99  | JQF Engineering Ltd.            | Jeremy Rossiter (en) Roy Baker                      | Ford Cosworth BDT 1,8 l I4 Turbo    | A     | 158   | + 41 tours            |
| 14   | C2       | 83  | Roger Andreason Racing          | Roger Andreason John Brindley Richard Jones (de)    | Lola T610                           | ?     | 145   | + 54 tours            |
| 14   | C2       | 83  | Roger Andreason Racing          | Roger Andreason John Brindley Richard Jones (de)    | Ford Cosworth DFL 3,3 l V8 Atmo     | ?     | 145   | + 54 tours            |
| NC   | C2       | 88  | Lyncar Motorsport Ltd.          | Costas Los John Nicholson                           | Lyncar MS83                         | A     | 102   | + 97 tours            |
| NC   | C2       | 88  | Lyncar Motorsport Ltd.          | Costas Los John Nicholson                           | Ford Cosworth DFV 3,0 l V8 Atmo     | A     | 102   | + 97 tours            |
| Abd. | C2       | 82  | Maurizio Gellini                | Gerardo Vatielli Pasquale Barberio Maurizio Gellini | Alba AR3                            | ?     | 176   | Panne sèche           |
| Abd. | C2       | 82  | Maurizio Gellini                | Gerardo Vatielli Pasquale Barberio Maurizio Gellini | Ford Cosworth DFL 3,3 l V8 Atmo     | ?     | 176   | Panne sèche           |
| Abd. | C1       | 6   | Martini Lancia                  | Riccardo Patrese Bob Wollek                         | Lancia LC2                          | D     | 163   | Accident              |
| Abd. | C1       | 6   | Martini Lancia                  | Riccardo Patrese Bob Wollek                         | Ferrari 308C 3,0 l V8 Turbo         | D     | 163   | Accident              |
| Abd. | C2       | 81  | Jolly Club                      | Almo Coppelli Guido Daccò (en) Davide Pavia (de)    | Alba AR2 (de)                       | A     | 159   | Accident              |
| Abd. | C2       | 81  | Jolly Club                      | Almo Coppelli Guido Daccò (en) Davide Pavia (de)    | Giannini Carma FF 1,9 l I4 Turbo    | A     | 159   | Accident              |
| Abd. | C1       | 5   | Martini Lancia                  | Paolo Barilla Alessandro Nannini                    | Lancia LC2                          | D     | 121   | Accident              |
| Abd. | C1       | 5   | Martini Lancia                  | Paolo Barilla Alessandro Nannini                    | Ferrari 308C 3,0 l V8 Turbo         | D     | 121   | Accident              |
| Abd. | C1       | 35  | Procar Automobil AG             | Didier Theys Pierre Dieudonné                       | Sehcar C830                         | D     | 99    | Accident              |
| Abd. | C1       | 35  | Procar Automobil AG             | Didier Theys Pierre Dieudonné                       | Porsche Type-935 2,6 l Flat-6 Turbo | D     | 99    | Accident              |
| Abd. | C2       | 72  | Gebhardt Motorsport             | Jan Thoelke (de) Jürgen Weiler Frank Jelinski       | Gebhardt JC842                      | A     | 92    | Problèmes électriques |
| Abd. | C2       | 72  | Gebhardt Motorsport             | Jan Thoelke (de) Jürgen Weiler Frank Jelinski       | BMW M12/7 2,0 l I4 Atmo             | A     | 92    | Problèmes électriques |
| Abd. | IMSA GTX | 27  | Scuderia Bellancauto            | Maurizio Micangeli (de) Marco Micangeli "Gero"      | Ferrari 512 BB                      | ?     | 91    | Moteur                |
| Abd. | IMSA GTX | 27  | Scuderia Bellancauto            | Maurizio Micangeli (de) Marco Micangeli "Gero"      | Ferrari 5,0 l V12 Atmo              | ?     | 91    | Moteur                |
| Abd. | B        | 106 | Helmut Gall                     | Helmut Gall Kurt König (de)                         | BMW M1                              | D     | 80    | Moteur                |
| Abd. | B        | 106 | Helmut Gall                     | Helmut Gall Kurt König (de)                         | BMW M88/1 3,5 l I6 Atmo             | D     | 80    | Moteur                |
| Abd. | C2       | 80  | Jolly Club                      | Carlo Facetti Martino Finotto Alfredo Sebastiani    | Alba AR2 (de)                       | A     | 26    | Injection             |
| Abd. | C2       | 80  | Jolly Club                      | Carlo Facetti Martino Finotto Alfredo Sebastiani    | Giannini Carma FF 1,9 l I4 Turbo    | A     | 26    | Injection             |
| Abd. | C1       | 33  | Skoal Bandit Porsche Team       | David Hobbs Thierry Boutsen                         | Porsche 956B                        | G     | 14    | Moteur                |
| Abd. | C1       | 33  | Skoal Bandit Porsche Team       | David Hobbs Thierry Boutsen                         | Porsche Type-935 2,6 l Flat-6 Turbo | G     | 14    | Moteur                |
| Abd. | C1       | 4   | Martini Lancia                  | Alessandro Nannini Paolo Barilla                    | Lancia LC2                          | D     | 10    | Moteur                |
| Abd. | C1       | 4   | Martini Lancia                  | Alessandro Nannini Paolo Barilla                    | Ferrari 308C 3,0 l V8 Turbo         | D     | 10    | Moteur                |
| Np.  | C2       | 85  | Hubert Striebig                 | Hubert Striebig Max Cohen-Olivar                    | Sthemo SMC2                         | ?     | 5     | Embrayage             |
| Np.  | C2       | 85  | Hubert Striebig                 | Hubert Striebig Max Cohen-Olivar                    | BMW M88/1 3,5 l I6 Atmo             | ?     | 5     | Embrayage             |
| Np.  | C1       | 1   | Rothmans Porsche                | Jacky Ickx John Watson                              | Porsche 956 PDK (en)                | D     | 2     | Embrayage             |
| Np.  | C1       | 1   | Rothmans Porsche                | Jacky Ickx John Watson                              | Porsche Type-935 2,6 l Flat-6 Turbo | D     | 2     | Embrayage             |
| Np.  | C1       | 42  | Cheetah Automobiles Switzerland | Bernard de Dryver Ray Mallock                       | Cheetah G604                        | D     |       | Moteur                |
| Np.  | C1       | 42  | Cheetah Automobiles Switzerland | Bernard de Dryver Ray Mallock                       | Aston Martin-Tickford 5,3 l V8 Atmo | D     |       | Moteur                |
| Np.  | C2       | 73  | Gebhardt Motorsport             | Frank Jelinski Günther Gebhardt (de)                | Gebhardt JC843                      | A     |       |                       |
| Np.  | C2       | 73  | Gebhardt Motorsport             | Frank Jelinski Günther Gebhardt (de)                | Ford Cosworth DFV 3,0 l V8 Atmo     | A     |       |                       |
| Np.  | B        | 113 | Hobby Rallye Ticino             | Olindo Del-Thé Mario Regusci Fabio Ciseri           | Porsche 930                         | ?     |       |                       |
| Np.  | B        | 113 | Hobby Rallye Ticino             | Olindo Del-Thé Mario Regusci Fabio Ciseri           | Porsche Type-930 3,2 l Flat-6 Turbo | ?     |       |                       |

## Pole position et record du tour
- Pole position :  Riccardo Patrese (#6 Martini Lancia) en 1 min 37 s 820
- Meilleur tour en course :  Mauro Baldi (#29 Jolly Club) en 1 min 37 s 840

## À noter
- Longueur du circuit : 5,040 km
- Distance parcourue par les vainqueurs : 1 002,960 km